# NGC 118
NGC 118 (również PGC 1678 lub UGC 264) – galaktyka spiralna znajdująca się w gwiazdozbiorze Wieloryba. Należy do galaktyk Seyferta typu 2.
Odkrył ją Truman Safford 23 września 1867 roku, jednak lista odkrytych przez niego obiektów ukazała się w mało znanej, późniejszej publikacji i Dreyer przeoczył ją przy tworzeniu New General Catalogue, a jako odkrywcę podał Wilhelma Templa, który zaobserwował ten obiekt 27 września 1880 roku.